# Kléber Pereira
Kléber João Boas Pereira (Peri Mirim, 13 agosto 1975) è un ex calciatore brasiliano, di ruolo attaccante.

## Palmarès

### Club

#### Competizioni statali
- Campionato Paranaense: 3

Atlético Paranaense: 2000, 2001, 2002

#### Competizioni nazionali
- Campionato brasiliano: 1

Atlético Paranaense: 2001
- Campionato messicano: 1

América: 2005 (Clausura)
- Campeón de Campeones: 1

América: 2005

#### Competizioni internazionali
- CONCACAF Champions' Cup: 1

América: 2006

### Individuale
- Capocannoniere del Campeonato Brasileiro Série A: 1

2008 (21 gol, condiviso con Keirrison e Washington)